# إدوارد هيربست
إدوارد هيربست (بالألمانية: Eduard Herbst) (و. 1820 – 1892 م) هو سياسي، وتربوي، وبروفيسور نمساوي مجري، ولد في فيينا، توفي في فيينا، عن عمر يناهز 72 عاماً.

## مناصب
تولى منصب Prague City Assembly member ‏
- عضو مجلس النواب ‏
- rector of Lviv University  [لغات أخرى]‏

.

## التعليم
تعلم في جامعة فيينا
.

## جوائز
حصل على جوائز منها:

honorary citizen of Liberec ‏